# Microregiunea Bonyhád
Microregiunea Bonyhád (în maghiară Bonyhádi kistérség) a fost o microregiune statistică (kistérség) din județul Tolna, Ungaria.
Cu o populație de 27.818 locuitori și o suprafață de 377,46 km2, aceasta a existat până în 2014, când în Ungaria, microregiunile ”kistérségek” au fost înlocuite de districte (járások).